# Amari Bailey
Amari Bailey (New Orleans, 17 febbraio 2004) è un cestista statunitense, professionista nella NBA.

## Carriera
Dopo aver trascorso una stagione con gli UCLA Bruins, nel 2023 si dichiara per il Draft NBA, venendo selezionato con la quarantunesima scelta assoluta dagli Charlotte Hornets. Il 14 luglio viene firmato con un two-way contract.

## Statistiche

### College
| Anno      | Squadra     | PG | PT | MP   | TC%  | 3P%  | TL%  | RP  | AP  | PRP | SP  | PP   |
| --------- | ----------- | -- | -- | ---- | ---- | ---- | ---- | --- | --- | --- | --- | ---- |
| 2022-2023 | UCLA Bruins | 30 | 28 | 26,9 | 49,5 | 38,9 | 69,8 | 3,8 | 2,2 | 1,1 | 0,3 | 11,2 |
| Carriera  | Carriera    | 30 | 28 | 26,9 | 49,5 | 38,9 | 69,8 | 3,8 | 2,2 | 1,1 | 0,3 | 11,2 |

### NBA

#### Regular Season
| Anno      | Squadra           | PG | PT | MP  | TC%  | 3P%  | TL%  | RP  | AP  | PRP | SP  | PP  |
| --------- | ----------------- | -- | -- | --- | ---- | ---- | ---- | --- | --- | --- | --- | --- |
| 2023-2024 | Charlotte Hornets | 10 | 0  | 6,5 | 33,3 | 12,5 | 85,7 | 0,9 | 0,7 | 0,3 | 0,0 | 2,3 |
| Carriera  | Carriera          | 10 | 0  | 6,5 | 33,3 | 12,5 | 85,7 | 0,9 | 0,7 | 0,3 | 0,0 | 2,3 |

### G League
| Anno      | Squadra       | PG | PT | MP   | TC%  | 3P%  | TL%  | RP  | AP  | PRP | SP  | PP   |
| --------- | ------------- | -- | -- | ---- | ---- | ---- | ---- | --- | --- | --- | --- | ---- |
| 2023-2024 | Greens. Swarm | 23 | 22 | 32,6 | 44,8 | 42,0 | 68,4 | 4,9 | 4,9 | 1,3 | 0,7 | 19,3 |
| Carriera  | Carriera      | 23 | 22 | 32,6 | 44,8 | 42,0 | 68,4 | 4,9 | 4,9 | 1,3 | 0,7 | 19,3 |

## Palmarès
- McDonald's All-American (2022)